# Klip fra Befrielsen
Klip fra Befrielsen er en dansk dokumentarisk optagelse fra 1945. Filmen består af en række klip fra forskellige optagelser under og umiddelbart efter Danmarks befrielse. I klippene indgår bl.a. klip fra filmene De 5 år, Schalburgkorpset og Danmark i lænker.
Alle klip er i sort-hvid bortset fra klippet s/hv undtagen klippet "Overførsel af notoriske stikkere og Hipofolk", som er i farve.

## Handling
En lang række klip fra væsentlige begivenheder i dagene 4.-5. maj 1945. Herunder bl.a. forholdene i Norge, sagen mod den dansk-tyske terrorgruppe Peter-gruppen, arrestationer af Hipo-folk og stikkere, Frihedsraadets folkemøde i Fælledparken, ankomsten af General Dewings tropper til Kastrup Lufthavn og Chr. X's åbning af Rigsdagen. Derudover optagelser fra en række begivenheder under Besættelsen, bl.a. hvervning af rekrutter til Schalburgkorpset, undtagelsestilstanden for politiet fra 19/9 1944 samt bombningen af Shellhuset. Der er også masser af optagelser fra jyske byer, hvor ødelæggelserne er omfattende. Klippene ligger ikke i kronologisk orden - de er både stumme og med lyd.

## Medvirkende
- Kong Christian X
- Dronning Alexandrine
- Mogens Fog
- Christmas Møller
- Werner Best